# Josefa Ruiz Blasco
Josefa Ruiz Blasco (Màlaga, 1825 - Màlaga, 1901) era la tia de Pablo Picasso i la gran dels onze germans Ruiz Blasco. Va viure amb els seus dos germans Matilde i José (pare de Picasso) a la Plaça de la Merced de Màlaga fins que aquest es va casar i llavors ella se'n va anar a viure amb el seu germà petit Salvador.
Josefa Ruiz era una dona soltera, coneguda pel seu fort geni, mal humor i extremada religiositat i tenia una cama paralitzada. A casa el seu germà Salvador vivia en una ala apartada de la casa i la seva habitació estava repleta de sants, relíquies religioses i records del seu difunt germà Pablo Ruiz Blasco. Picasso rep Pablo com a nom de pila en record del seu tiet que va morir dos anys abans que ell nasqués.
Pablo Picasso va fer algunes estades estiuenques a Màlaga amb la seva família i durant l'estiu del 1896, quan comptava amb 15 anys, realitzà per encàrrec del seu oncle Salvador un retrat a l'oli de Josefa Ruiz, considerat una de les fites retratístiques del jove Picasso. En el Retrat de la tia Pepa l'artista juga amb la llum del rostre i el tractament cromàtic aconseguint aprofundir en el perfil psicològic de la seva tia.
La mort de Josefa Ruiz va coincidir amb els dies de l'última visita de Picasso a Màlaga, el 1901.